# Edwardzetes brevitutorium
Edwardzetes brevitutorium är en kvalsterart som först beskrevs av Covarrubias 1967.  Edwardzetes brevitutorium ingår i släktet Edwardzetes och familjen Ceratozetidae. Inga underarter finns listade i Catalogue of Life.